# Nice Device
«Nice Device» — музыкальный коллектив из Дании, образованный в 1992 году. Сингл группы «Cool Corona» разошелся тиражом 500 000 копий. Приз «Новое имя года» и «Датский хит года» (1994). Турне по Дании, а также участие в различных выступлениях в Германии и Австрии.
В 1996 году группа распалась, так как участники решили заняться собственными музыкальными проектами.

## Дискография

### Студийные альбомы
- The Album (1993)
- Get Inside (1995)

### Синглы
- 1993 — Cool Corona